# Enrique Ortiz Selfa
Enrique Ortiz Selfa (Grañén, província d'Osca, Aragó, 12 de gener de 1960) és un empresari espanyol dedicat majorment al sector de la construcció i de serveis. Des de 1999 és l'accionista majoritari de l'Hèrcules Club de Futbol.

## Biografia
Va nàixer en Grañén, un xicotet poble de la província d'Osca, mentre els seus pares es trobaven allí per motius laborals malgrat que residien a Alacant. Malgrat l'intent de la seua mare de donar a llum a Alacant, Enrique Ortiz va ser l'únic dels cinc germans que va nàixer fora de la ciutat alacantina a causa que en el moment de donar a llum les condicions meteorològiques van impedir el trasllat a Alacant. Es va criar al barri alacantí de Benalua.

### Empresari
Enrique Ortiz és president i principal accionista del Grup Cívica (anteriorment anomenat Grup Ortiz e Hijos), un holding que agrupa nombroses empreses dedicades a la construcció, la promoció immobiliària, la gestió de sòl i serveis públics. Va heretar l'empresa familiar Enrique Ortiz e Hijos, creada pel seu pare pels anys 30 i dedicada a la ceràmica. Amb els anys va fer de la xicoteta empresa familiar la més forta del sector de la construcció a l'àrea d'influència d'Alacant.
En 2005, Ortiz va tenir unes vendes de més de 110.8 milions d'euros (un 14% més que l'any anterior) i uns beneficis declarats de més d'11 milions d'euros. En 2007 disposava d'una cartera de sòl valorada en més de 2.310 milions d'euros.

### Hèrcules CF
A la fi dels anys 90, després de patir l'Hèrcules Club de Futbol una crisi institucional amb buit de poder i a la vora de la fallida, l'alcalde d'Alacant, Luis Bernardo Díaz Alperi li va demanar a Ortiz que assumira les regnes del club malgrat que a l'empresari no li agradava el futbol. Enrique Ortiz es va convertir en l'accionista majoritari de l'Hèrcules després d'adquirir el 95% de les accions i va salvar a l'equip del descens a Tercera Divisió i/o la desaparició, després de sufragar els deutes contrets amb futbolistes, treballadors i empreses. El procés de compra d'aquestes accions ho va realitzar a nom de l'empresa Aligestión, creada especialment per a gestionar al club herculà des d'un lloc sanejat i sense intervenció per part de creditors. També, en 2004, va ser durant un curt interval de temps, president de l'Hèrcules, després de succeir en el càrrec al seu cunyat, el metge José Enrique Carratalá Ferrández, però va cedir la presidència a l'empresari oriolà Valentín Botella Ros que va entrar en l'accionariat de l'Hèrcules després de comprar-li a Ortiz el 25% del club. El gener de 2007, es va inaugurar el Camp d'Entrenament de Fontcalent situat en uns terrenys de la seua propietat en la partida rural de Fontcalent. Al maig d'aqueix mateix any, sota el seu mandat l'Hèrcules per mitjà d'Aligestión, va recomprar a l'Ajuntament d'Alacant l'Estadi José Rico Pérez. Actualment, l'afició ho té com a principal culpable de la situació crítica que travessa el club. Ha realitzat mesures polèmiques per a silenciar a l'afició, com la retirada de cartells i pancartes en contra seva, fet que ha sigut considerat per molts per una falta de llibertat d'expressió.

## Implicació en elcas Brugal
Ortiz ha sigut detingut per la seua suposada implicació en dues de les peces separades del cas Brugal: la que pretén aclarir si va haver-hi irregularitats en l'adjudicació del pla zonal de residus del Baix Segura; i la que investiga els presumptes amanyaments en el PGOU d'Alacant, dos assumptes que se segueixen instruint en jutjats de la província.
El 6 de juliol de 2010 va ser detingut per la policia després de les recerques sobre una trama de corrupció en la comarca valenciana del Baix Segura vinculada amb la contracta de brosses d'aqueixa comarca. En la mateixa operació van ser detinguts tres regidors del Partit Popular d'Oriola, l'empresari Ángel Fenoll i el President de la Diputació d'Alacant, José Joaquín Ripoll, del PP. Tots ells van ser alliberats pel jutge després de prestar declaració

## Implicació en elcas Rabassa
El seu grup es va adjudicar el denominat Pla Rabassa, el major projecte urbanístic de la província d'Alacant, que va ser molt discutit en els anys 2000. Degut a les seues irregularitats, el pla va ser portat als jutjats i va començar a investigar-se. Actualment, el cas Rabassa constitueix una peça separada del sumari del Cas Brugal que investiga el suposat enriquiment il·legal del promotor Enrique Ortiz al barri de Rabassa.

## Implicació en elcas Gürtel
Al maig de 2012, el magistrat José Ceres, qui investiga el suposat finançament il·legal del PP al País Valencià, dicta una providència per la qual cita a l'empresari a declarar com a imputat l'11 de juliol de 2012 en el Tribunal Superior de Justícia de la Comunitat Valenciana. Enrique Ortiz està imputat en la peça que investiga si es van falsejar factures que reflectien pagaments de l'empresari a Orange Market, la filial valenciana de la trama corrupta Gürtel, per uns 300.000 euros. Ortiz va admetre haver pagat 348.000 euros.